# Mẹ Thiên Chúa

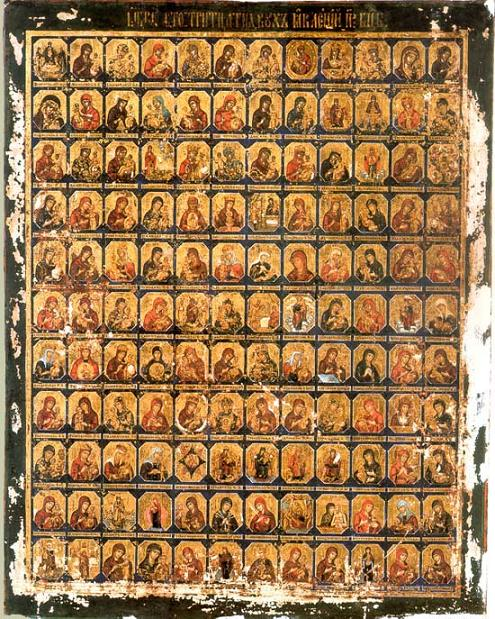
Một biểu tượng ở Nga vào thế kỷ 18 cho thấy các hình ảnh về Theotokos

Theotokos hay Mẹ của Thiên Chúa là một tước hiệu của Đức Maria trong vị thế là người sinh ra Đức Giêsu là Thiên Chúa. Nền tảng Kinh thánh của khái niệm này là ý tưởng sau đây của các sách tin mừng: Đức Giêsu là chúa thật và Đức Maria là mẹ thật của Đức Giêsu.

## Các ghi chép
Tại công đồng Êphêsô (431) khái niệm này được định tín lần đầu tiên nhằm chống lại Nestoriô. Tuy nhiên, phần lớn cho rằng truyền thống này đã có từ thời các tông đồ. Thánh Ignatinô thành Antiôkia (chết năm 107) đã viết cho các tín hữu Ephesô: "Đức Giêsu Kitô chúa chúng ta đã được cưu mang trong lòng Đức Maria, theo chương trình của Thiên Chúa". Tước hiệu Theotokos trở nên phổ biến kể từ sau thế kỷ 3. Tước hiệu này đã được Origenê (khoảng 185-254) sử dụng và trong một bài viết khoảng năm 382, thánh Gregoriô Naziaznô đã nói: "Nếu ai không nhận Đức Maria là Mẹ Thiên Chúa người ấy sẽ bị xa lìa Thiên Chúa".
Lạc giáo Nestoriô cho rằng Đức Maria không thể là Mẹ Thiên Chúa vì ngài chỉ sinh ra nhân tính mà thôi. Ý kiến trái ngược của các nhà hộ giáo thì lại cho rằng không phải chỉ có bản tính mà cả ngôi vị của Đức Giêsu đã được cưu mang và sinh ra. Đức Maria đã cưu mang Ngôi Hai Thiên Chúa Nhập thể nên ngài thật sự là Mẹ Thiên Chúa. Cũng vì là Mẹ Thiên Chúa, Đức Maria có địa vị trỗi vượt hơn hết mọi người và chỉ thánh thiện thua Con Thiên Chúa. Các tác giả xưa thường nhấn mạnh tới mối tương quan giữa vai trò làm Mẹ của Đức Maria và tình trạng đầy ân sủng của ngài, được ám chỉ trong lời chào của thiên thần khi truyền tin: "Kính chào bà đầy ân phúc" Ngày 1/1 hàng năm được coi là lễ" Mẹ Thiên Chúa "- lễ trọng.